# 万安镇 (三台县)
万安镇，是中华人民共和国四川省绵阳市三台县曾经下辖的一个镇。2019年12月，撤销万安镇，将其所属行政区域划归古井镇管辖。

## 行政区划
万安镇撤销前下辖以下地区：
社区、方旦沟村、盐井沟村、方家沟村、万安寺村、大林湾村和双江村。